# Эффект Кирлиана

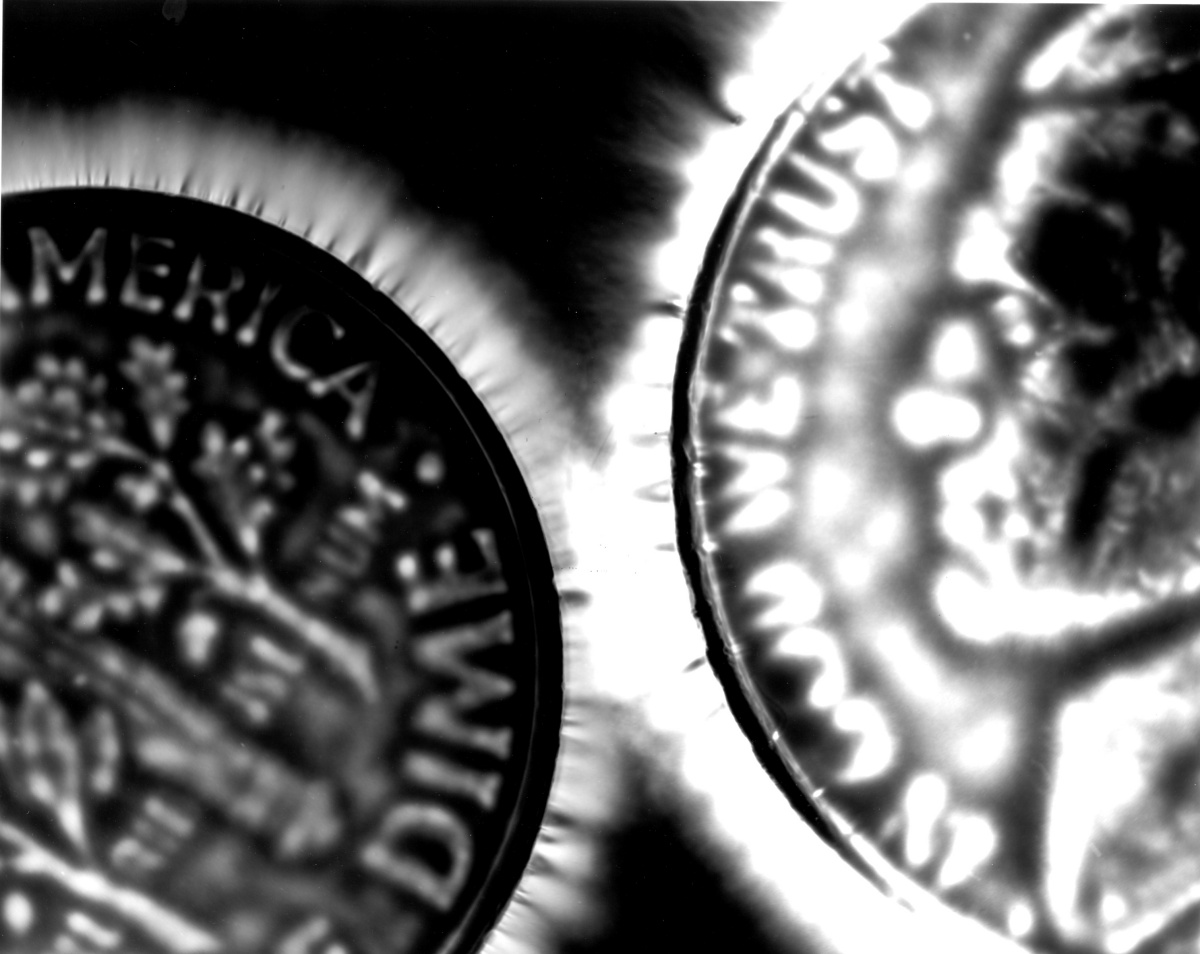
Коронный разряд на монетах

Эффект Кирлиана, эффект Кирлиан, «Кирлиановая аура» — коронный барьерный разряд в газе. Эффект подобен статическому разряду или молнии и наблюдается как на биологических (содержащих органику) объектах, так и на неорганических образцах. Для наблюдения эффекта объект предварительно помещают в переменное электрическое поле высокой частоты (10—100 кГц), при котором между электродом и исследуемым объектом возникает разность потенциалов величиной от 5 до 30 кВ; при этом наблюдаются три процесса: первый — ионизация молекул воздуха (азота); второй — образование барьерного разряда между объектом и электродом; и третий — электронные переходы с низких энергетических уровней на более высокие и наоборот.
Метод фотографирования объектов в таких условиях был предложен в 1949 году краснодарскими учёными-физиотерапевтами армянского происхождения С. Д. Кирлианом совместно с супругой В. Х. Кирлиан и был назван в их честь, хотя подобные опыты проводились и раньше (Я. О. Наркевичем-Йодко и Николой Теслой).
Кирлиановая фотография даёт информацию о распределении электрического поля в воздушном промежутке между объектом и регистрирующей средой в момент разряда. Проводимость объекта на электроизображение не влияет: формирование последнего зависит от распределения диэлектрической проницаемости, причём фотографируемая картина может значительно меняться под действием таких факторов, как, например, влажность воздуха.

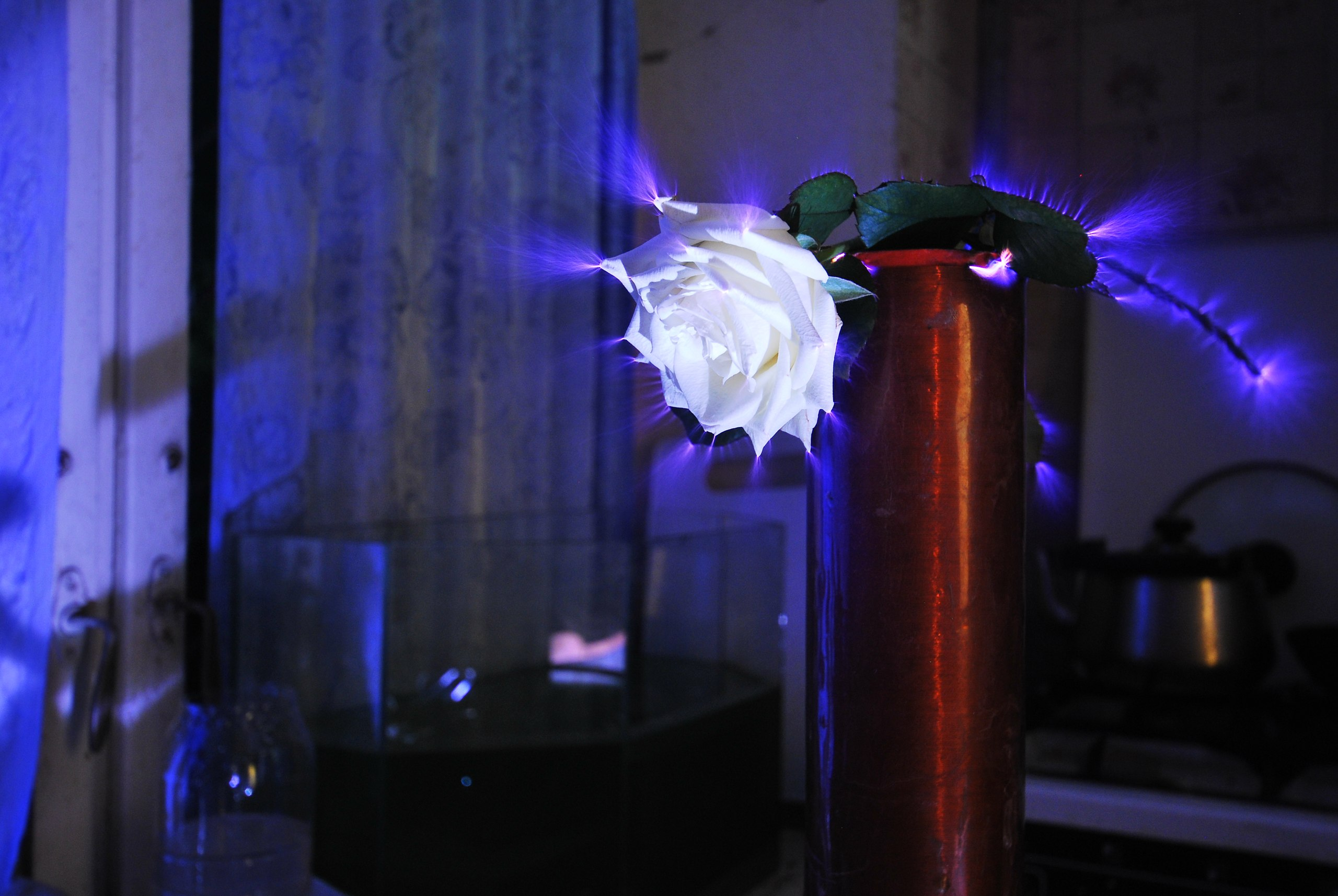
Коронный разряд вокруг розы

## История открытия
Эффект «электрографии» (как его назвал изобретатель) был открыт в 1891 году белорусским учёным Яковом Наркевичем-Йодко. Однако его изобретение не получило широкой известности и более тридцати лет было предано забвению.
Известный учёный и изобретатель Никола Тесла пошёл дальше — он сконструировал собственный прибор (трансформатор Теслы), с помощью которого на лекциях демонстрировал свечение своего тела в токах высокой частоты. В начале XX века эти опыты получили известность в научных кругах. Причём фотографии разрядов, сделанные Теслой, получались не прямым засвечиванием фотографической эмульсии, как в опытах Наркевича-Йодко, а обычной фотосъёмкой.
В 1949 году советский изобретатель армянского происхождения Семён Кирлиан получил авторское свидетельство на метод «высокочастотной фотографии» с помощью усовершенствованного им резонанс-трансформатора Теслы. В результате многолетних экспериментов Кирлиана и его супруги Валентины Кирлиан был накоплен большой научный материал и создан целый ряд устройств для получения подобных изображений.
Первооткрывателем электрографии был, несомненно, Наркевич-Йодко. Но вклад в её развитие, внесённый супругами Кирлиан, был настолько весом, что во всём мире сейчас «высокочастотные» изображения называют кирлиановскими.

## Технология съёмки

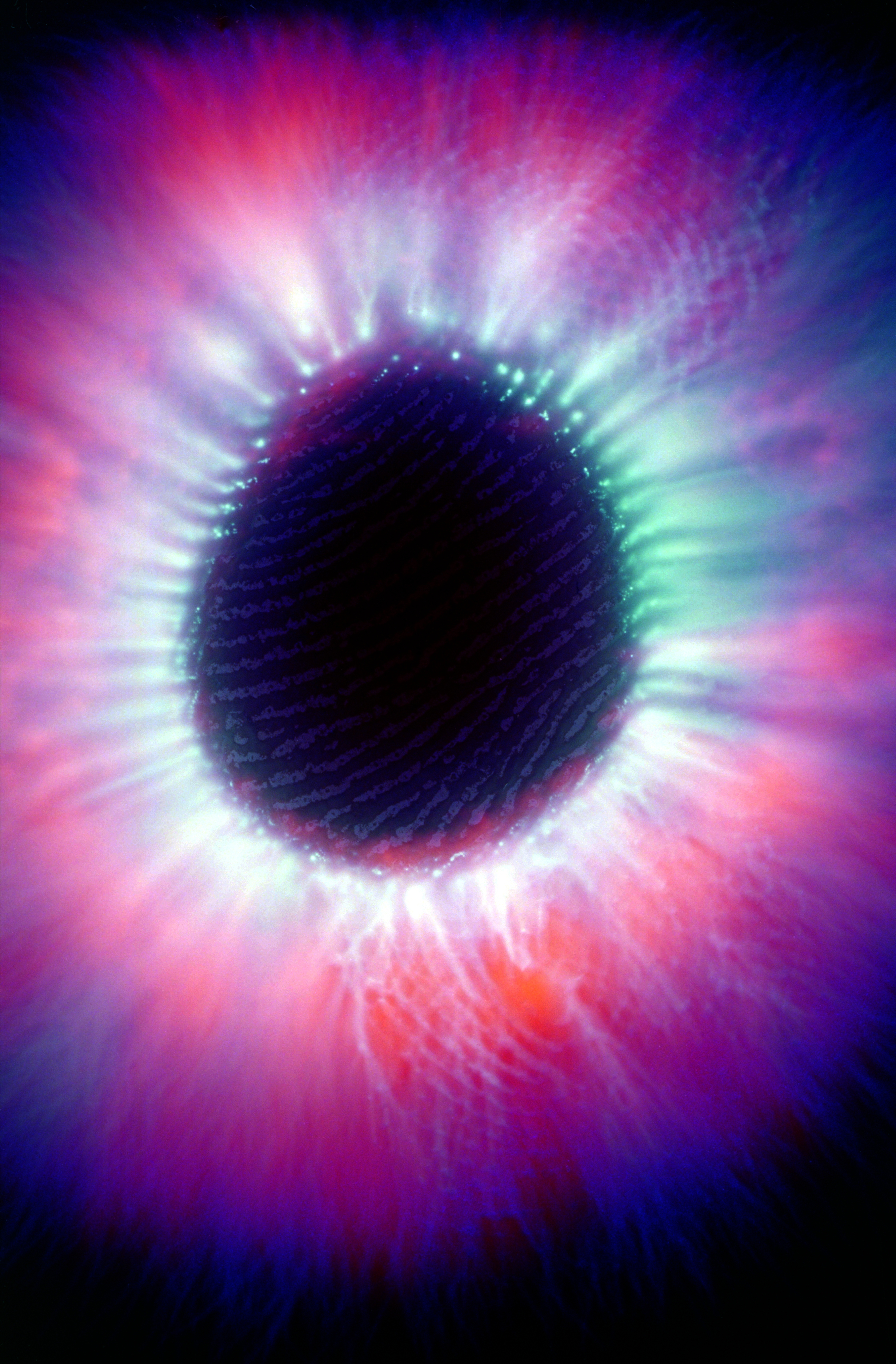
Фотография пальца руки в поле высокой частоты

Фотография (например, пальца руки) по методу Кирлиана происходит в тёмной комнате или при красном освещении.
Конструкция для фотографирования представляет собой плоский электрод, на который подаётся напряжение в виде последовательности коротких биполярных импульсов амплитудой от 3 до 20 кВ с непрерывной или ступенчатой регулировкой. Поверх электрода располагается непроявленная фотоплёнка, к которой сверху прикладывается палец испытуемого.
В современных приборах фотографирование и видеозапись осуществляется на цифру[прояснить], для чего конструкция соответствующим образом модифицируется.
Во время подачи высокого напряжения происходит газовый разряд, который проявляется в виде свечения вокруг объекта — коронного разряда, который засвечивает чёрно-белую или цветную фотобумагу (фотоплёнку).
Предполагается, что на коронный разряд влияют следующие факторы: электростатический потенциал, электронная эмиссия и диэлектрические свойства кожи.

## Использование эффекта
Эффект Кирлиана используется для нахождения скрытых дефектов в металлах, а также для экспресс-анализа образцов руд в геологии.
По заявлению Кирлиана, в сельском хозяйстве с помощью эффекта можно проверять всхожесть семян, отличать поражённые болезнями растения от здоровых. И если в исследовании растений эффект Кирлиана некоторые научные достижения имеет, то в медицине достоверных научных результатов нет.
С 1980-х годов наблюдается снижение интереса учёных к этому явлению.

## Эффект Кирлиана и «биополе»
В некоторых публикациях эффект Кирлиана упоминается как доказывающий существование такого понятия как «биополе».